# Fianarantsoa
Fianarantsoa est une ville des hautes terres de Madagascar, capitale de la province de Fianarantsoa, chef-lieu de la région Haute Matsiatra et du district de Fianarantsoa. Avec ses 191 776 habitants en 2018, Fianarantsoa est la cinquième ville de Madagascar.

## Étymologie
- Fianarantsoa est un nom malgache qui signifie littéralement « là où on apprend le bien ».
- Ivoneana (ou Ivonea), nom de la colline où la vieille ville est bâtie, signifie « où on se cache ».

## Histoire

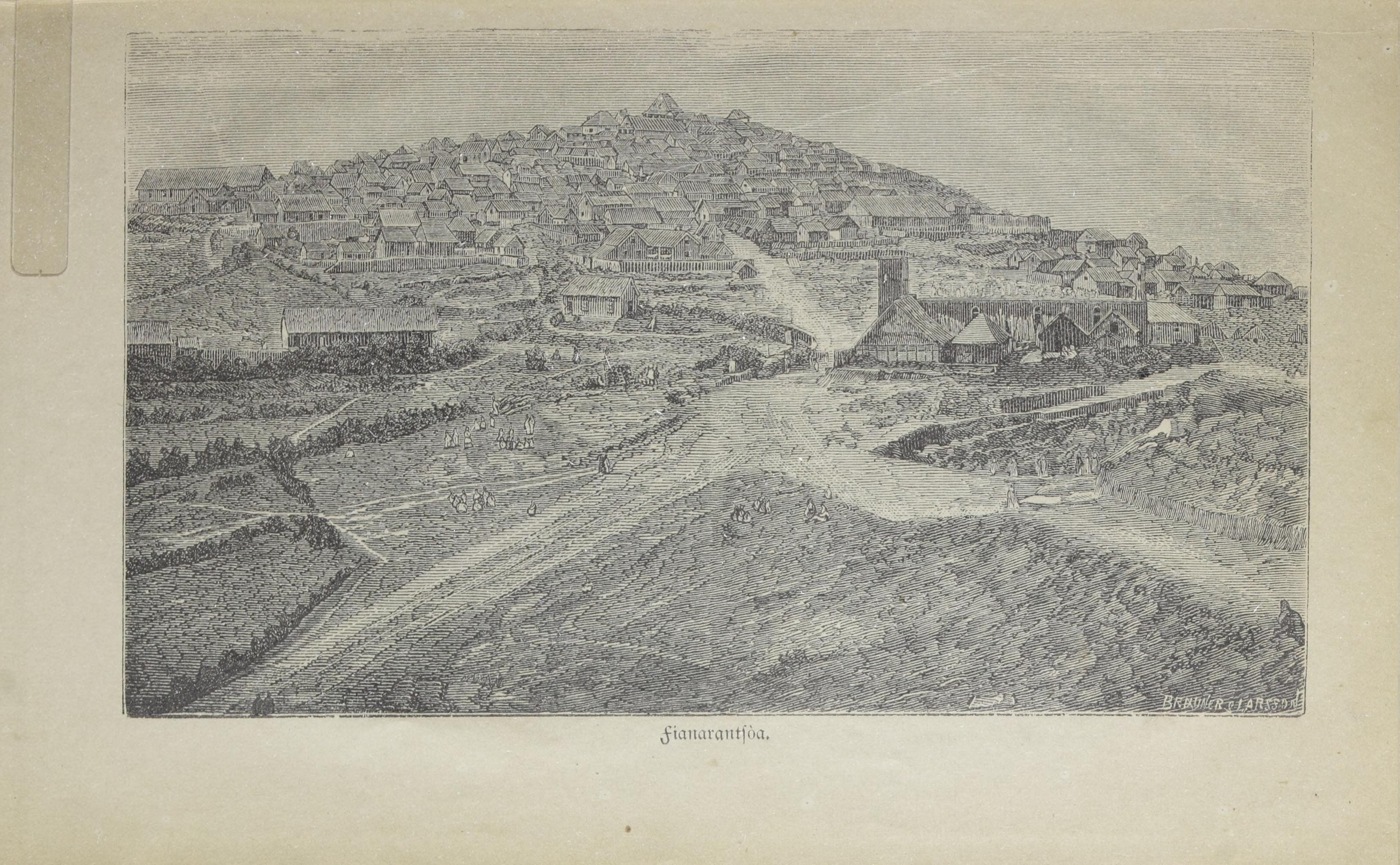
Fianarantsoa circa 1885.

La ville fut fondée en 1831 par la reine Ranavalona Ire pour en faire la capitale de la partie sud du pays Betsileo. La colline de Kianjasoa était le premier site choisi mais la nouvelle ville, nommée « Fianarantsoa », est finalement bâtie sur la colline voisine, Ivoegnana, naturellement plus protégée. Le premier gouverneur de Fianarantsoa était Rafaralahindraininaly qui dirigeait de 1831 à 1842.
Similairement à Antananarivo, Fianarantsoa possédait également un rova et dispose aussi d'un lac appelé « Anosy ».

## Géographie

### Localisation
Fianarantsoa se situe sur la RN 7, à 410 km d'Antananarivo et à 516 km de Toliara. Elle se situe également en ouverture vers le sud-est de Madagascar par la RN 45 et vers le moyen-ouest du Betsileo (district d'Ikalamavony) par la RN 42.

### Communes limitrophes
| Ankarinarivo      | Vinaninoro Andrefana | Ivoamba            |
| Andoharanomaintso | Fianarantsoa         | Ialananindro       |
| Soaindrana        | Talata Ampano        | Andrainjato Centre |

### Site
Bâtie sur un site de collines alternées de vallées, la ville de Fianarantsoa s'étale sur trois étages: 
- La ville haute : d'une altitude de 1 200 m à 1 263 m, c'est le site primitif de la ville, remarquable pour ses maisons traditionnelles et ses nombreuses églises.
- La ville coloniale (ville moyenne) : sur la colline de Tsianolondroa (1 160 m d'altitude) avec ses bâtiments administratifs construits durant l'époque coloniale.
- La ville basse : très étendue, occupe les zones basses et les collines périphériques qui constituent l'extension récente de la ville.

Fianarantsoa est traversée par deux rivières : la Mandranofotsy sur la partie ouest, et la Tsiandanitra sur la partie est et dont le bassin versant couvre la plus grande partie de la ville. Ces deux rivières rejoignent la Matsiatra au nord de Fianarantsoa.

### Climat
Fianarantsoa a un climat tropical d'altitude, caractérisé par deux saisons : la saison chaude et humide et la saison fraîche et sèche. La température moyenne annuelle est de 18,9 °C et les précipitations annuelles sont de 1 097 mm.
| Mois         | jan.   | fév.   | mars  | avril | mai   | juin  | jui.  | août  | sep.  | oct.  | nov.   | déc.   |
| ------------ | ------ | ------ | ----- | ----- | ----- | ----- | ----- | ----- | ----- | ----- | ------ | ------ |
| T. min. moy. | 16,89  | 16,86  | 16,41 | 14,9  | 12,62 | 10,45 | 9,75  | 10,07 | 11,11 | 13,43 | 15,21  | 16,48  |
| T. moy. (°C) | 21,6   | 21,48  | 21,08 | 21,08 | 17,79 | 15,58 | 14,81 | 15,6  | 17,32 | 19,5  | 20,93  | 21,61  |
| T. max. moy. | 26,32  | 26,1   | 25,76 | 24,8  | 22,96 | 20,71 | 19,86 | 21,13 | 23,54 | 25,57 | 26,64  | 26,74  |
| Préc. (mm)   | 251,86 | 212,19 | 141,2 | 39,32 | 25,1  | 16,15 | 23,74 | 15,18 | 10,63 | 58,96 | 111,17 | 191,48 |

## Administration

### Administration municipale
L’administration municipale est structurée autour d’un conseil municipal composé de 15 conseillers municipaux, qui travaillent en étroite collaboration avec le maire pour élaborer et mettre en œuvre les politiques locales. Le cabinet du maire, ainsi que les adjoints, jouent un rôle essentiel dans la prise de décisions stratégiques et la coordination des différents services municipaux.
L'actuel maire de Fianarantsoa est Mme Sahondra Ratsimbazafy.

### Découpage administratif
La ville de Fianarantsoa est divisée en sept arrondissements et cinquante-trois fokontany.
| Arrondissement       | Liste des fokontany |
| -------------------- | --- |
| Tanàna Ambony        | Ambalandapa, Ambalapaiso, Ambatolahikosoa, Ambatovory, Ambodiharana, Ampitakely, Andohanantady, Isaha, Rova, Tsaramandroso                            |
| Tanàna Ambany        | Ambatomena, Ankofafa Ambony, Antarandolo, Antsororokavo, Bateravola, Isada, Ivory, Mokàna, Sahalava, Talatamaty, Tambohobe, Tambohomandrevo, Tanambao |
| Manolafaka           | Ambahisamotra, Ambalavato, Andremboasary, Ankofafa Ambany, Maromby                                                                                    |
| Andrainjato Avaratra | Ambalabe, Ambatolahy V, Anjaninoro, Antanifotsy V, Beravina, Idanda, Soanierana, Tsimanarirazana                                                      |
| Andrainjato Atsimo   | Ambatoharanana, Ambatomainty, Ambodikavola, Igaga, Soatsihadino                                                                                       |
| Lalazana             | Ambatofolaka, Ambatolahy II, Ambodiharana, Amontana, Mahazengy, Mandriandalana, Sahamavo                                                              |
| Vatosola             | Ambalamarina Kianjasoa, Ambalambositra, Anasana, Ankazobe, Antsaharoa                                                                                 |

## Économie
Fianarantsoa est l'une des villes les plus commerçantes de Madagascar et le commerce constitue une activité prépondérante. Outre le tertiaire, l'agriculture tient également une place dans l'économie. La région avoisinante cultive partiellement le tabac, le riz, le raisin et le café. Elle possède également des fermes spécialisées.
Fianarantsoa est la capitale malgache du vin. Les cépages, importés de France ou de Suisse, donnent des vins rouges, rosés et blancs au goût assez fruité, qui se dégustent dans les caves des vignobles entourant la ville.

## Industrie
Parmi les industries de la ville, la plupart sont agroalimentaires: des industries vinicoles, des savonneries, des huileries, des industries de traitement du riz et des industries de conditionnement de la viande de bœuf. À la sortie nord de la ville s'installe une usine pharmaceutique et à une vingtaine de kilomètres on pratique une culture industrielle de thé assurée par la société SIDEXAM. Elle possède également une industrie de montage automobile, Karenjy, qui est la seule industrie automobile de Madagascar.

## Transport

### Routes
Fianarantsoa est traversée par la RN 7 reliant Antananarivo à Toliara. Elle est aussi reliée à Ikalamavony par la RN 42.

### Transport aérien
Fianarantsoa est dotée d'un aéroport, situé à Beravina. Depuis le 14 janvier 2020, la compagnie aérienne GS Airlines (groupe Sipromad) assure une liaison régulière Antananarivo – Fianarantsoa – Mananjary avec un aller-retour hebdomadaire.

### Ligne de chemin de fer vers Manakara

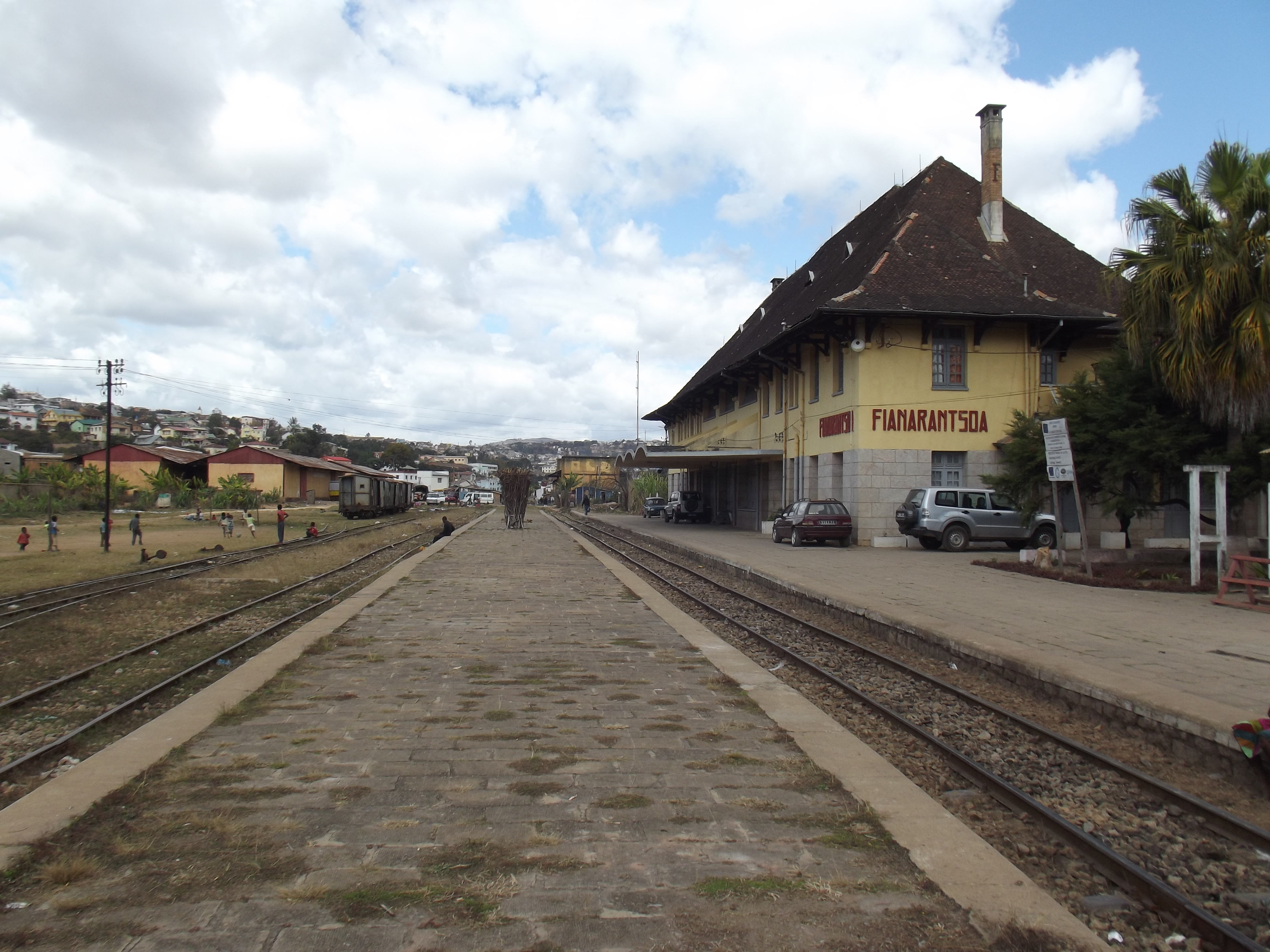
Gare de Fianarantsoa

Fianarantsoa est le point de départ de la ligne de chemin de fer la reliant à Manakara sur la côte est de Madagascar. La ligne se dénomme Fianarantsoa-Côte-Est (FCE). Une des quatre dernières michelines au monde circule encore sur les rails de ce chemin de fer.

### Transport urbain

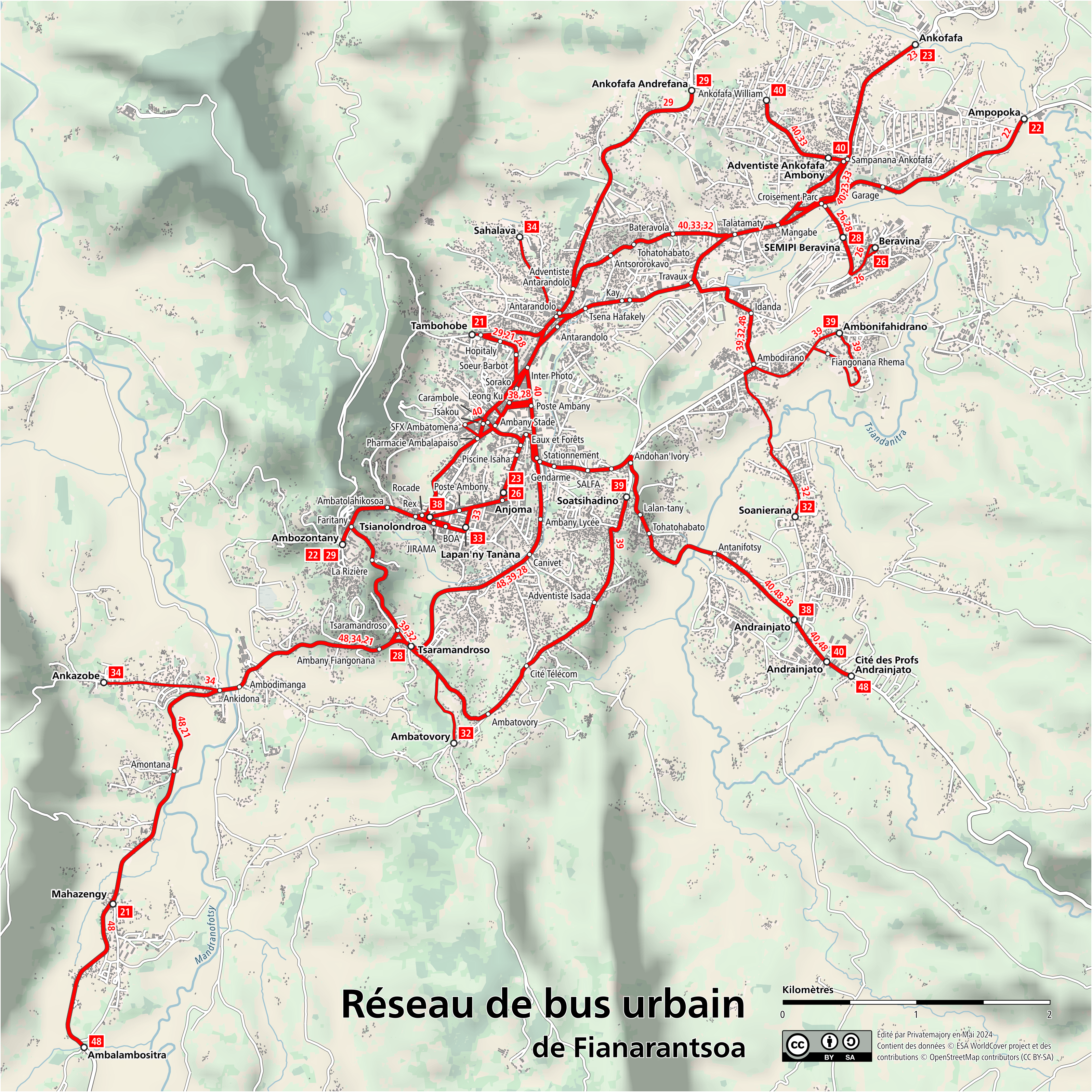
Carte du réseau de bus urbain de Fianarantsoa

Fianarantsoa compte 13 lignes diurnes de bus. La majorité des lignes débutent ou passent à Anjoma, quartier du centre-ville où se trouve le marché principal.

#### Liste des lignes de bus de Fianarantsoa
| Ligne | Couleur | Parcours                                             |
| ----- | ------- | ---------------------------------------------------- |
| 21    |         | Mahazengy – Tambohobe                                |
| 22    |         | Ambozontany (cathédrale) – Ampopoka                  |
| 23    |         | Anjoma – Ankofafa Ambany                             |
| 26    |         | Anjoma – Beravina (aéroport)                         |
| 28    |         | Tsaramandroso – Beravina                             |
| 29    |         | Ambozontany (cathédrale) – Ankofafa Andrefana        |
| 32    |         | Ambatovory – Soanierana                              |
| 33    |         | Tsianolondroa – Ankofafa Ambony                      |
| 34    |         | Ankazobe – Sahalava                                  |
| 38    |         | Tsianolondroa – Andrainjato (campus universitaire)   |
| 39    |         | Ambonifahidrano – Soatsihadino                       |
| 40    |         | Andrainjato (campus universitaire) – Ankofafa Ambony |
| 48    |         | Andrainjato (campus universitaire) – Ambalambositra  |

## Enseignement
Considérée comme capitale intellectuelle de Madagascar, Fianarantsoa possède de nombreuses écoles. La ville abrite également l'université de Fianarantsoa, l'école nationale d'informatique (ENI), une faculté de théologie luthérienne et l'école militaire nationale (SEMIPI).

## Patrimoine
En 2008, le Fonds Mondial pour les Monuments (WMF) liste Fianarantsoa parmi les 100 sites les plus menacés en raison de la détérioration des vieilles maisons de la ville haute. La ville a déjà bénéficié de plusieurs initiatives dans le cadre de la conservation de ses monuments historiques, dont un décret communal obligeant les nouvelles constructions et les rénovations à suivre les méthodes traditionnelles.

## Personnalités
- Pierrot Men (1954-), photographe malgache.
- Louis Cambrézy (1874), fondateur du journal L'Écho du Sud basé à Fianarantsoa.
- Lucien Xavier Michel-Andrianarahinjaka (1929-1993), président de l'Assemblée nationale, écrivain.
- Hanitra Ranaivo (1962-), auteur-compositrice-interprète malgache.
- Michel Randria (1903-1977), sénateur français, homme politique malgache, maire de Fianarantsoa.
- Odon Razanakolona (1946-), archevêque d'Antananarivo.
- Pety Rakotoniaina (1962-), homme politique malgache et ancien maire de Fianarantsoa.
- Père Louis Dhellemmes[réf. nécessaire] (1866-1913), missionnaire jésuite.[pertinence contestée]

## Archevêché
Fianarantsoa abrite le siège d'une archidiocèse catholique.

### Galerie

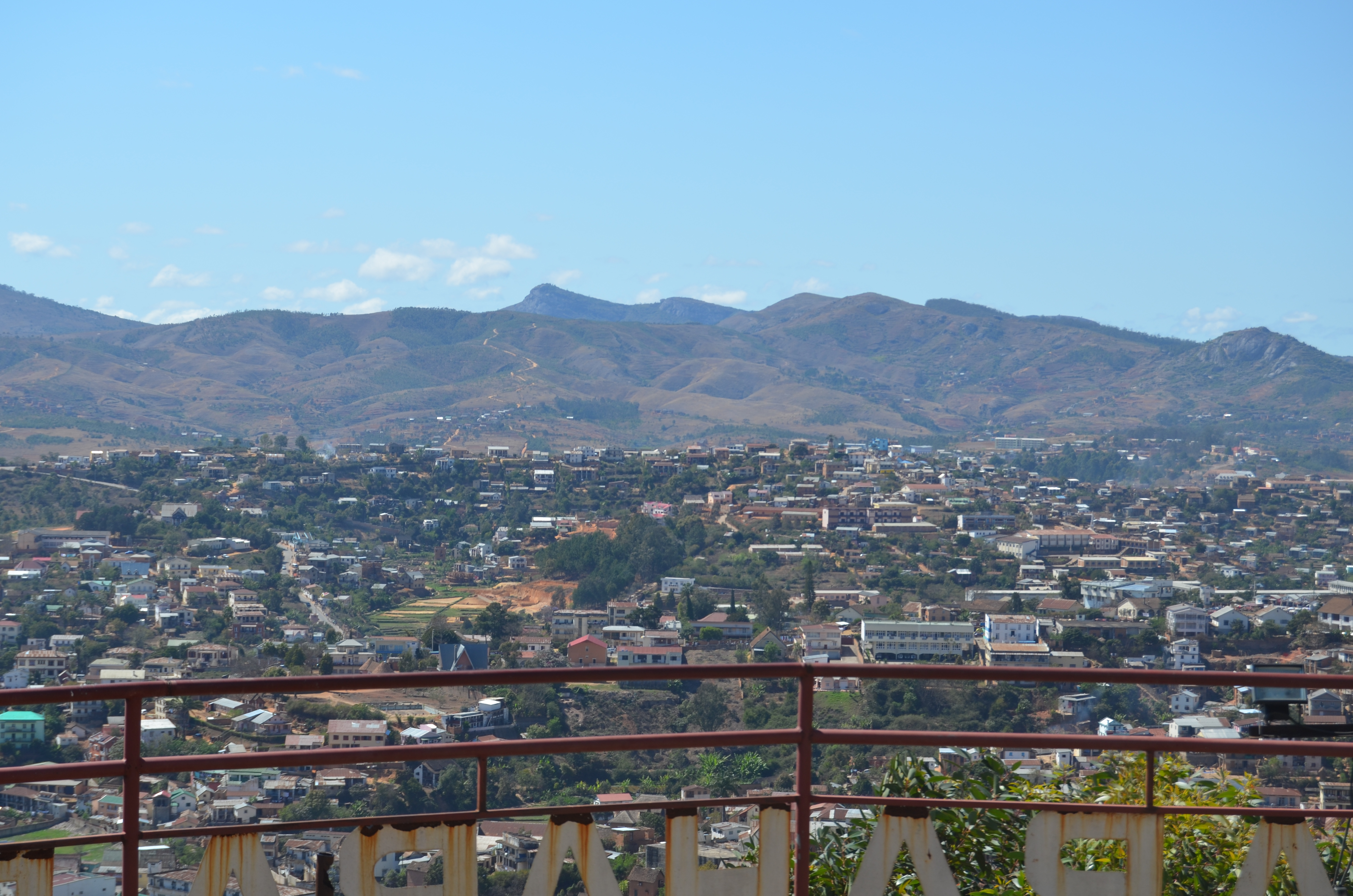
Vue globale
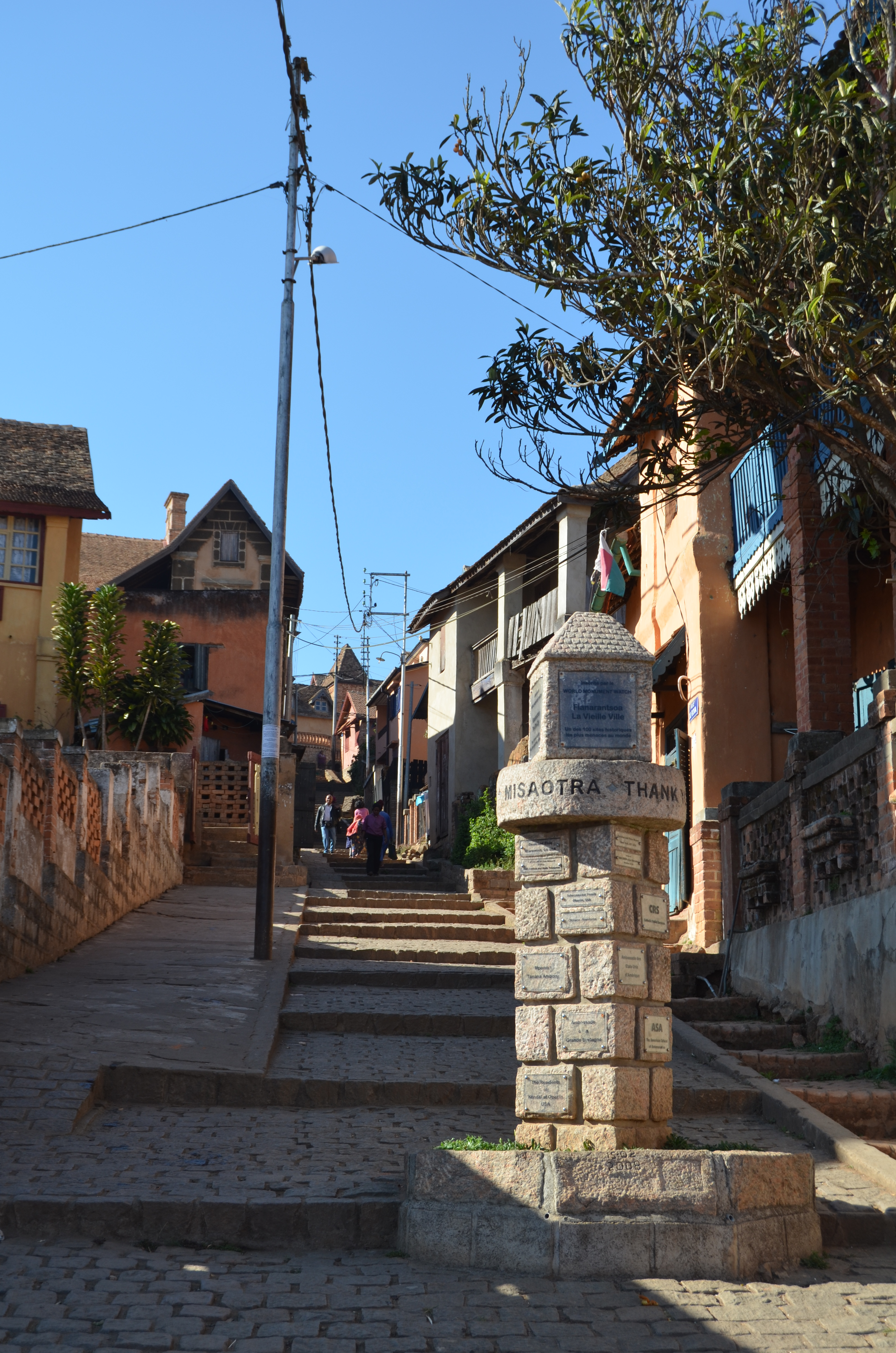
Vieille ville de Fianarantsoa
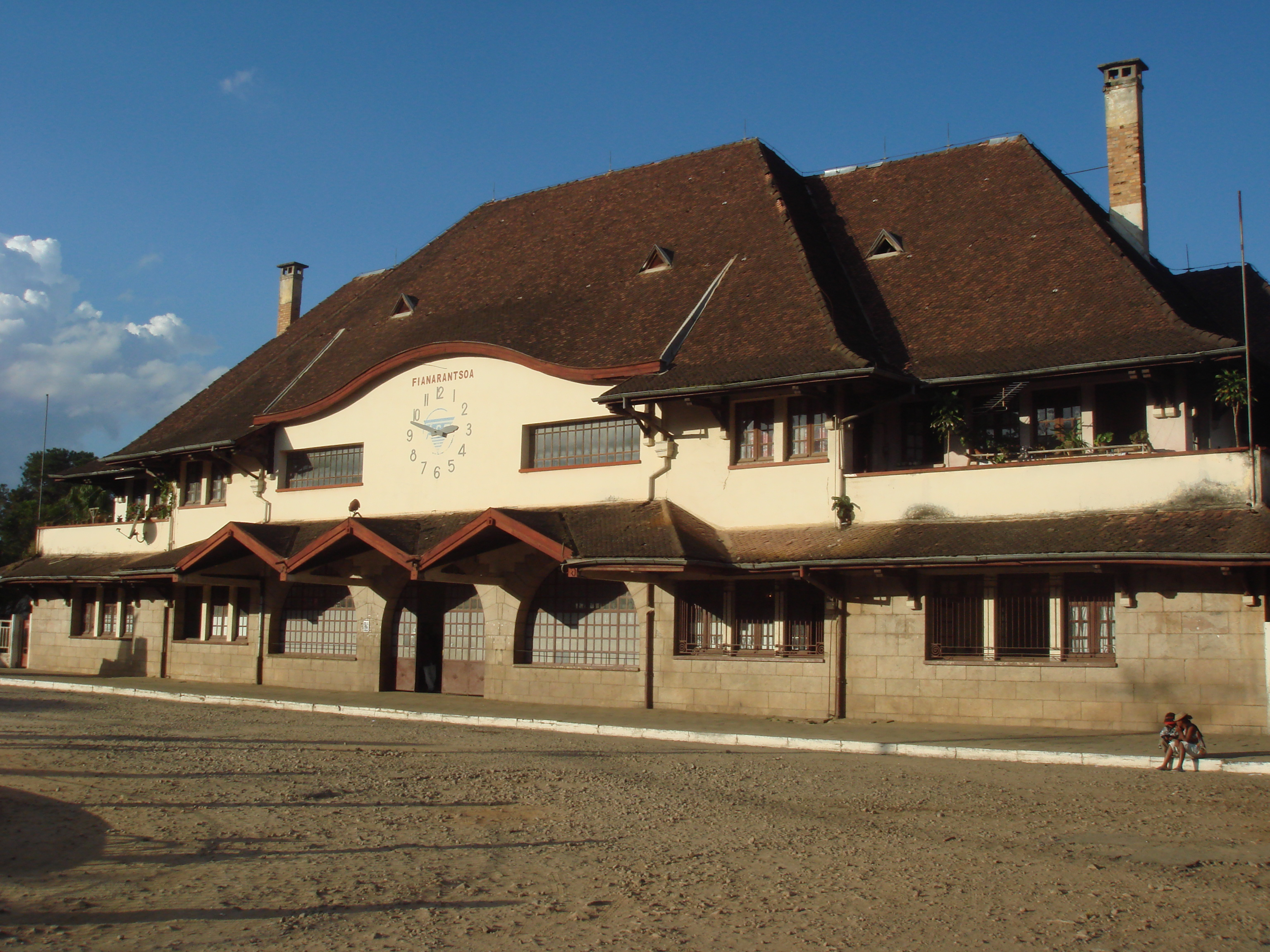
Gare ferroviaire
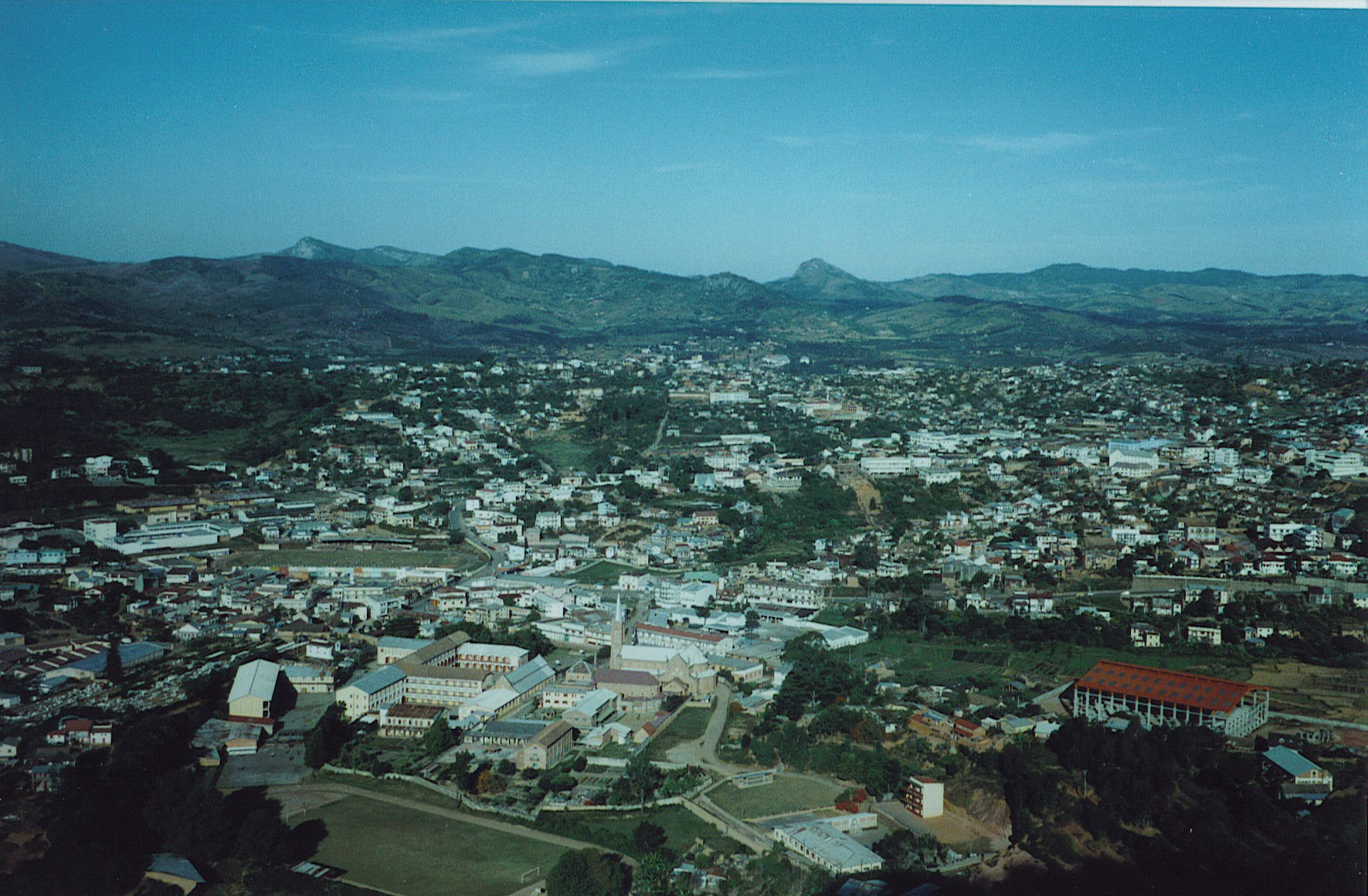
Vue d'ensemble (2004)
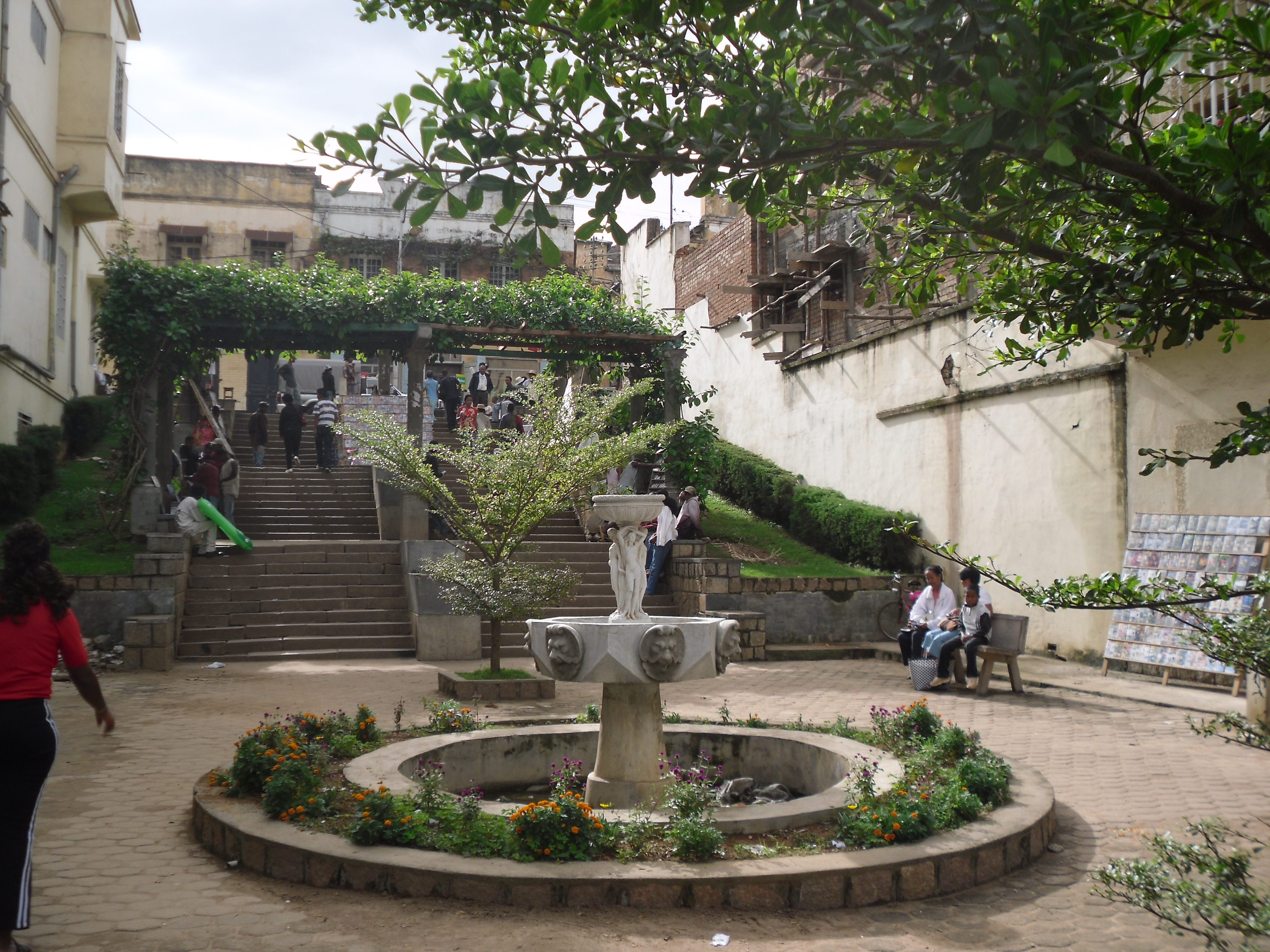
Place Leong Ku
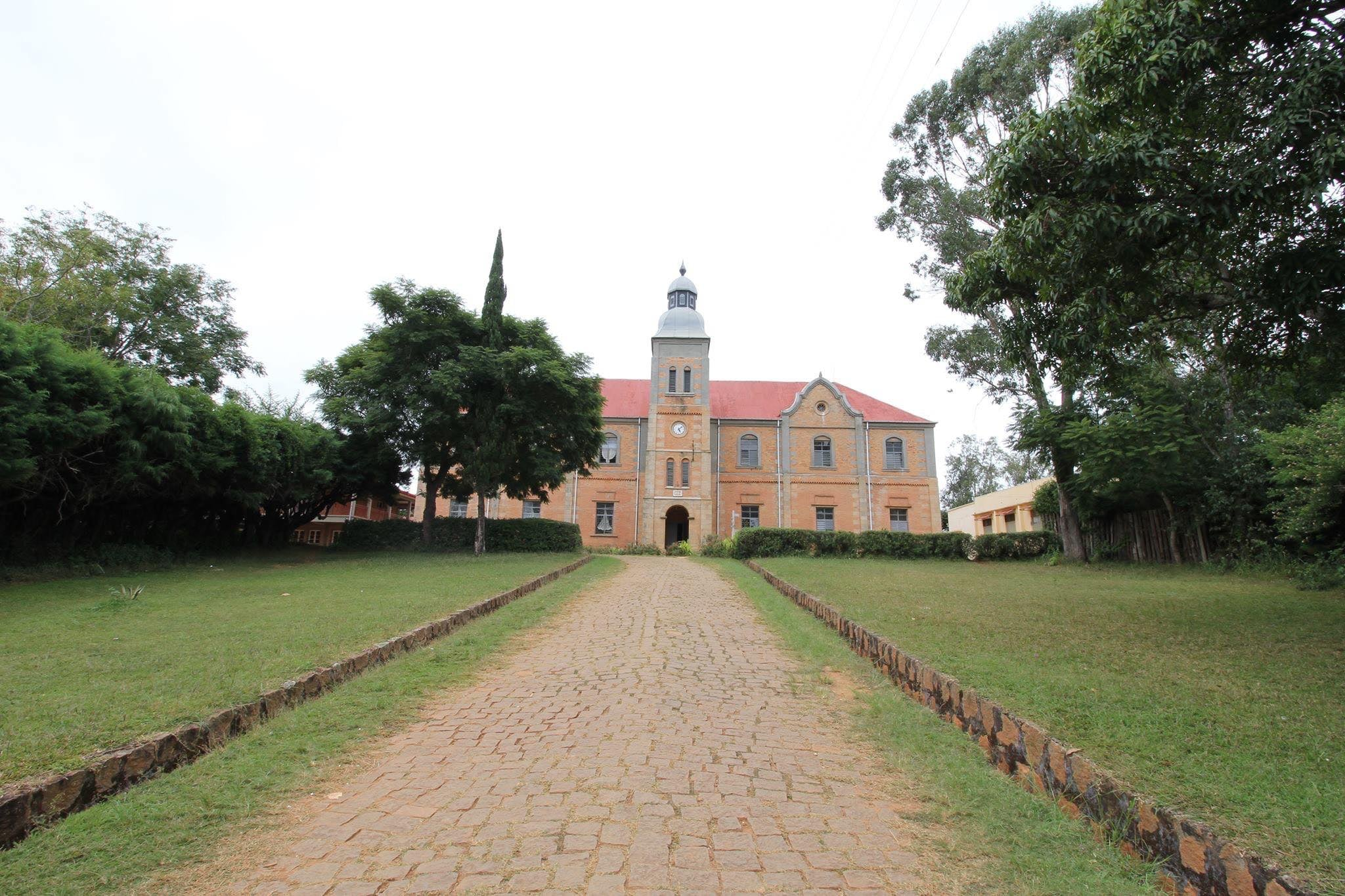
Faculté de théologie luthérienne à Ivory Avaratra (SALT)
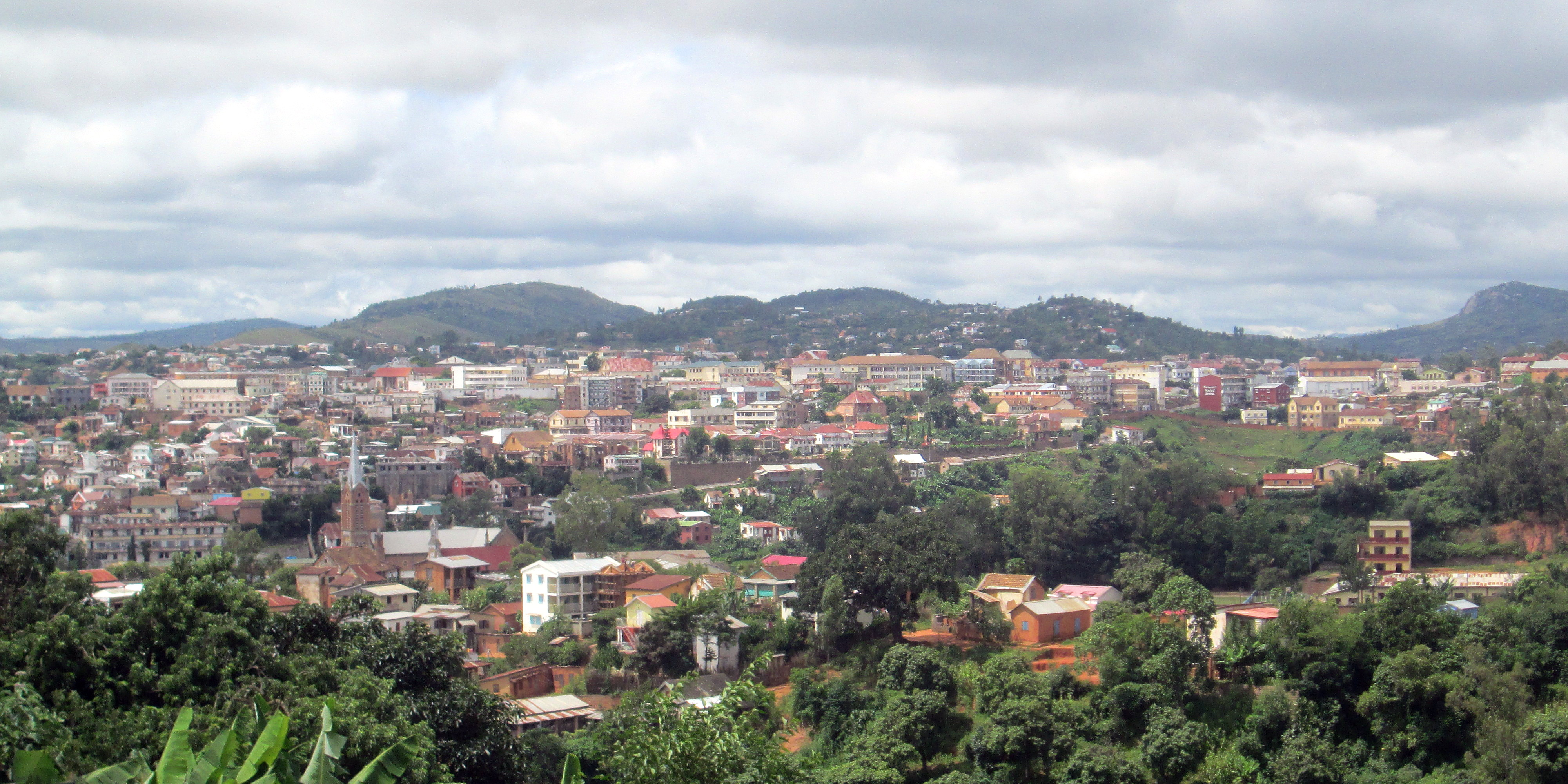
Ambalapaiso
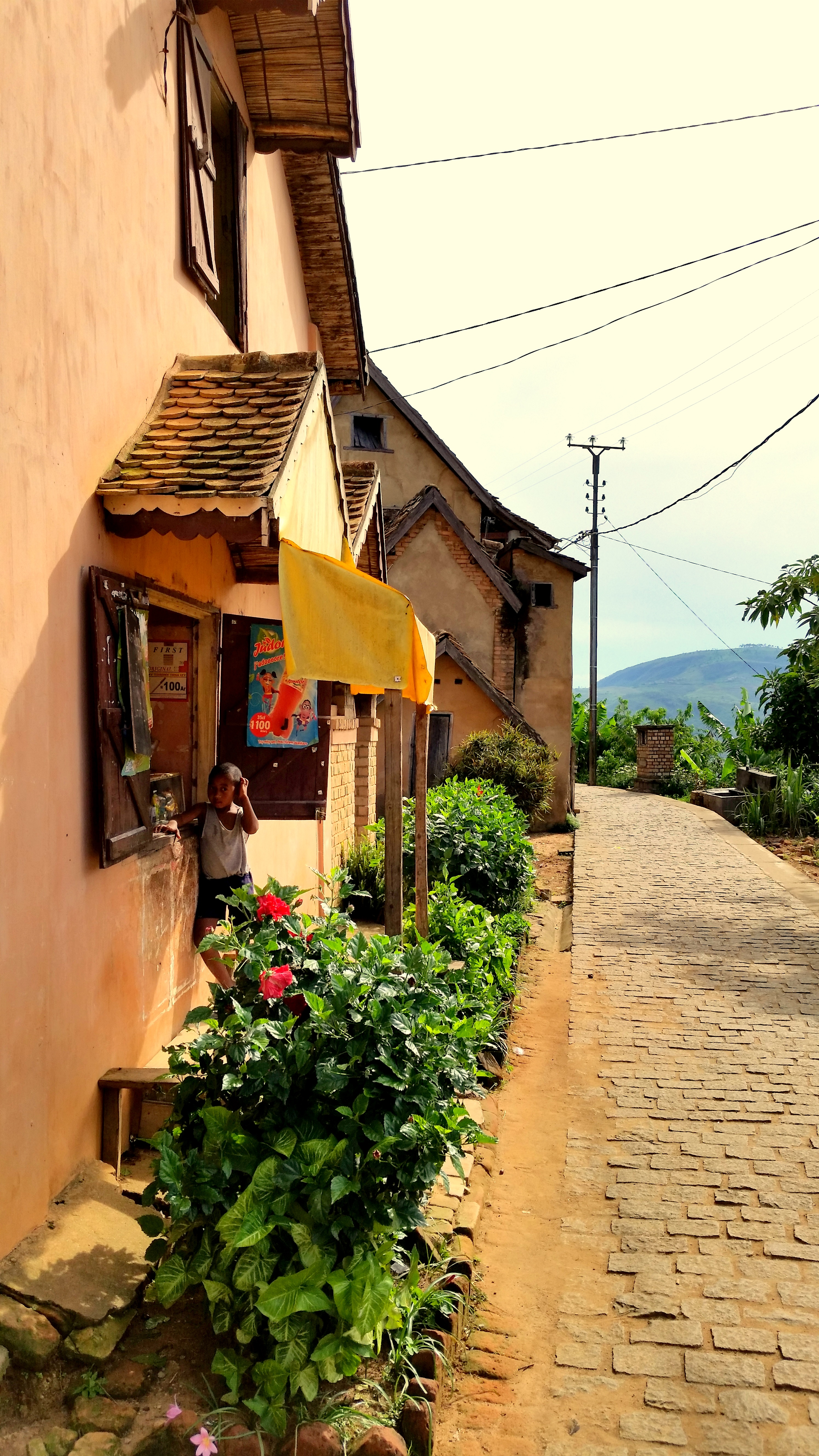
Vieille ville de Fianarantsoa
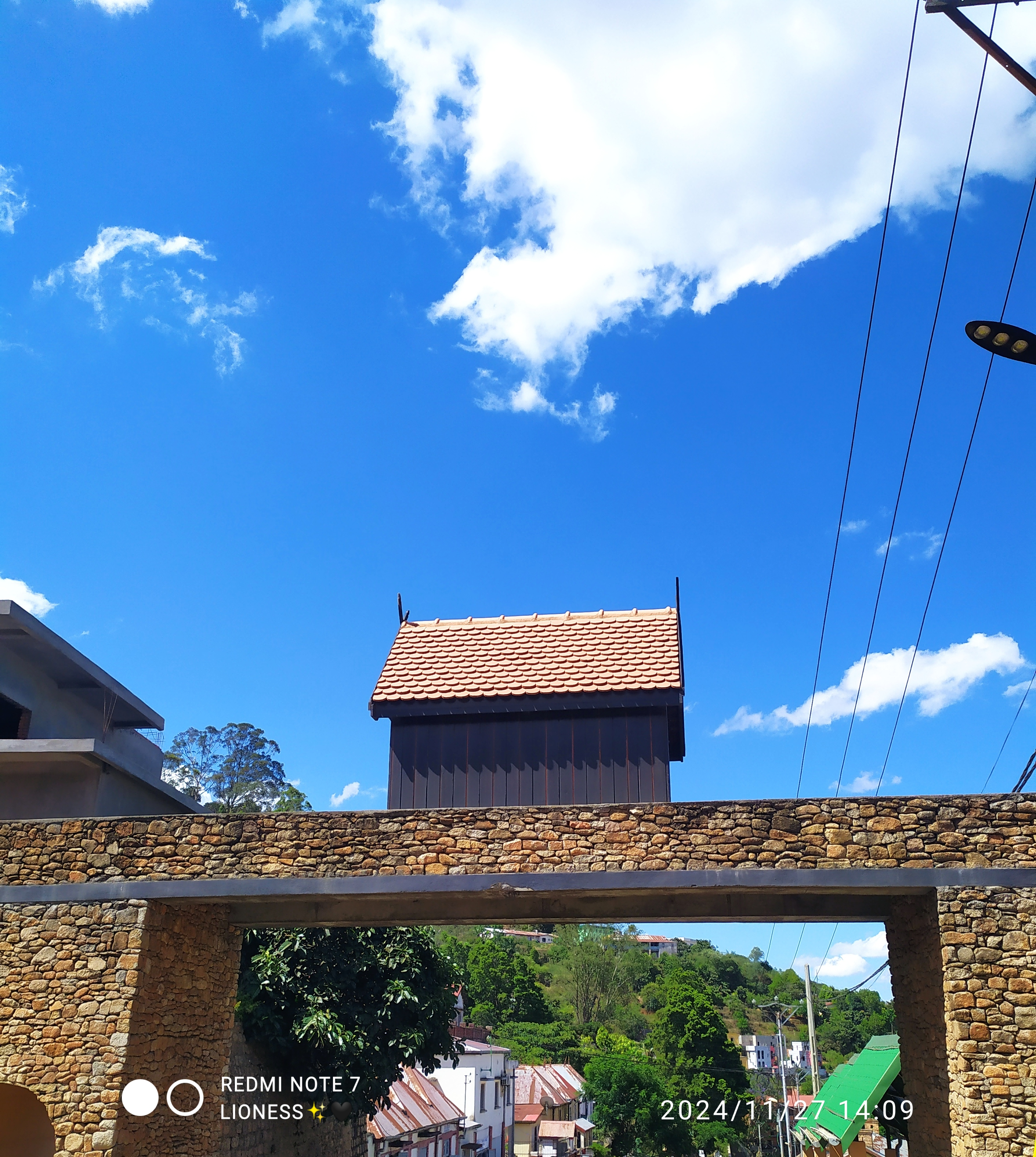
Entrée de la vieille ville Fianarantsoa